# Parker's Cove (Terre-Neuve-et-Labrador)
Pour les articles homonymes, voir Parker's Cove.
Parker's Cove aussi orthographié Parkers Cove est une ville canadienne située sur la péninsule de Burin de l'île de Terre-Neuve dans la province de Terre-Neuve-et-Labrador. La population y était de 308 habitants lors du recensement de 2006.

## Annexe